# دهستان بكرآباد
دهستان بكرآباد (بالفارسية: دهستان بكرآباد) هي ناحية ريفيَّة تقع في المنطقة المركزيَّة من مقاطعة ورزقان في محافظة أذربيجان الشرقيَّة بإيران. قصبتها قرية بكرآباد.